# Claire Chazal
Claire Chazal (25 de maye de 1966 en Thiers, Puy-de-Dôme) es una periodista, presentadora de televisión, y escritora francesa.

## Trayectoria profesional
Entre 1991 y 2015 fue la presentadora del informativo de las 20:00 (hora local) de los viernes y los del fin de semana en la cadena TF1. También ha dirigido el talk-show Je/nous de la cadena LGBT: Pink TV, en el que empezó a colaborar desde 2004 cuando empezó la emisión del canal.
Chazal consiguió un diploma en la Escuela de Estudios Superiores de Comercio de París.
Actualmente presenta el programa Soyons Claire por la señal informativa de France Télévisions, franceinfo.

## Obra

### Algunas publicaciones
- 1993. Balladur, biographie, Flammarion.

- 1997. L'Institutrice, novela, ediciones Plon. En 2000, la revista Voici atrapa a varios editores enviándoles el manuscrito de L'Institutrice, algo reelaborado, y sin el nombre de Claire Chazal. Todos, sin excepción, se niegan a publicarlo, incluso su editor, Plon.[1] El mismo año, la novela se adapta a una película de televisión dirigida por Henri Helman, con Claire Borotra en el rol principal, Georges Corraface, Matthieu Rozé, Catherine Salviat... El telefilme recibió el 7 d'or al mejor telefilme / mejor filme de TV.

- 2001 : À quoi bon souffrir ?, novela, Plon.

### Dirección cinematográfica
- 1998: Paparazzi
- 2001: Absolument fabuleux
- 2004: Le Grand Rôle
- 2007: Pars vite et reviens tard
- 2009: Affären à la carte (Le code a changé)
- 2011: J-C comme Jésus-Christ